# Emanuel van der Hoeven

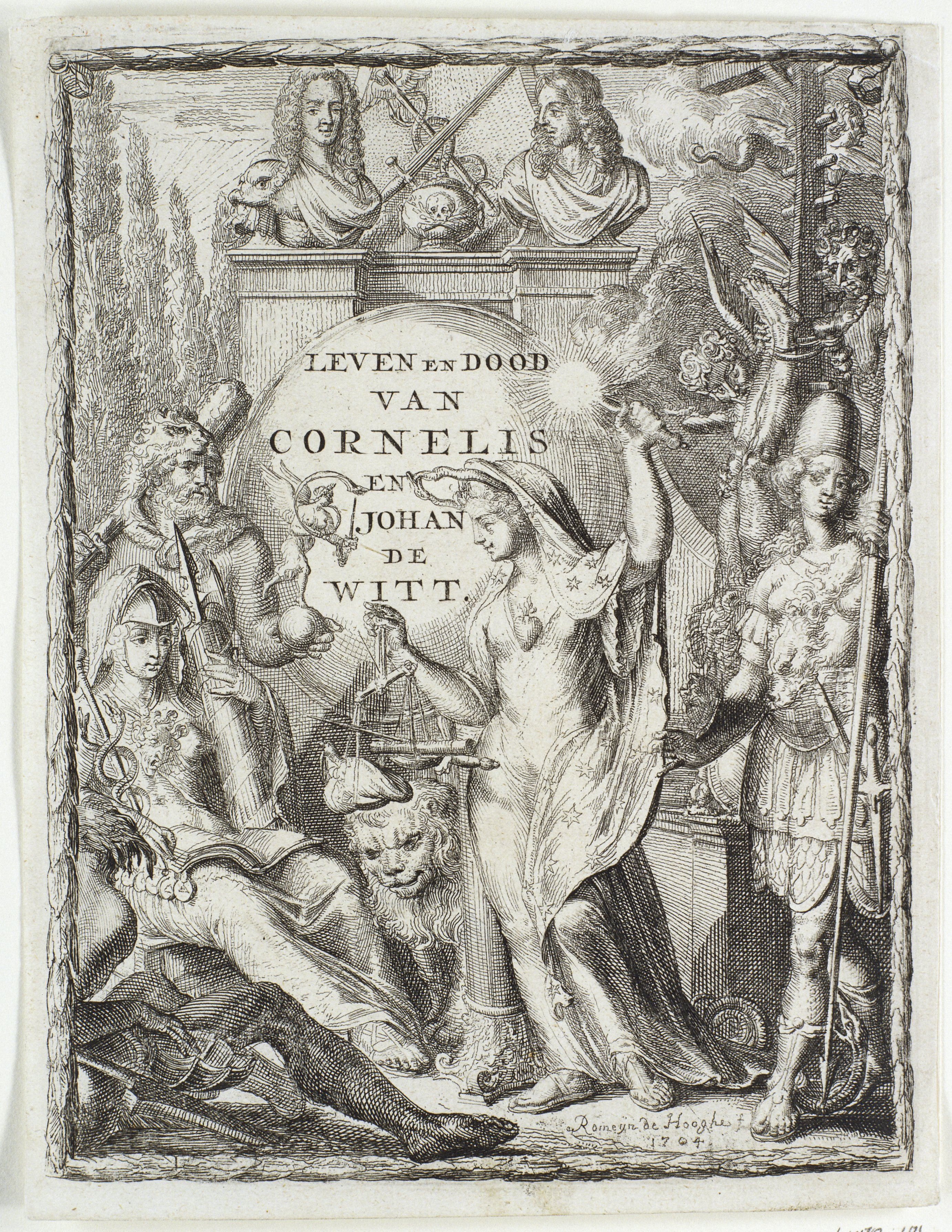
Titelprent voor 'Leeven en Dood van Cornelis en Johan de Witt' (1704)

Emanuel van der Hoeven (ca. 1660 - aldaar, na 1727) was een Amsterdams historicus, koopman en toneelvertaler. 
Waarschijnlijk was hij koopman. Beroepsmatig was van der Hoeven in Amsterdam tevens agent voor de hertog van Saksen-Weissenfels. 
Hij maakte deel uit van het letterkundige gezelschap Nil volentibus arduum. Hij vertaalde een aantal Franse toneelstukken in het Nederlands, daaronder de kluchten Trapolijn (naar Les amours de Trapolin van Dorimond) en Harlekijnstuk Phaëton (naar een stuk van Palaprat). 
Zijn grootste bekendheid verkreeg van der Hoeven in 1705, drie jaar na de dood van Willem III van Oranje, door de publicatie van de eerste biografie over de gebroeders Cornelis de Witt en Johan de Witt. Dit werk werd in 1709 in het Frans vertaald.